# Heinz-Helmuth Werner
Heinz-Helmuth Werner (* Juli 1944 in G. in Ostpreußen), Deckname Günter, war ein deutscher Spion der Militärischen Aufklärung der Nationalen Volksarmee und von 1974 bis 1990 Angehöriger des Auswärtigen Amtes.

## Leben

### Bundeswehr und Selbstanbietung
Werner wuchs in Schwäbisch Hall auf, absolvierte eine Berufsausbildung als Kaufmannsgehilfe und wurde am 1. Juli 1962 Soldat auf Zeit bei der Bundesmarine. Er absolvierte die Allgemeine Grundausbildung, wurde im Fernschreib- und Schlüsseldienst ausgebildet und im März 1965 zur Marinefernmeldegruppe 22 versetzt, wo er Schichtleiter im Fernschreib- und Schlüsseldienst war. Er verursachte mit einem geliehenen Auto einen Verkehrsunfall. Um den Schaden begleichen zu können, schrieb er im Dezember 1968 an den Deutschen Soldatensender 935, einem DDR-Propagandasender für Angehörige der Bundeswehr, und bot seine Mitarbeit gegen Bezahlung an. Er wurde am 13. Dezember 1968 für die Militärische Aufklärung der Nationalen Volksarmee (NVA) als sogenannter agenturischer Mitarbeiter, der Entsprechung für Inoffizieller Mitarbeiter des Ministeriums für Staatssicherheit, erfasst. Sein Führungsoffizier war von da an bis 1990 Roland Glaser.
Im Januar 1969 fand der erste Treff mit Werners Führungsoffizier in Ost-Berlin statt. Er erhielt im Frühjahr 1969 in Ost-Berlin eine umfassende nachrichtendienstliche Ausbildung und den Decknamen Günter. Der Vorgang wurde unter der Bezeichnung Cherry geführt. Von der für die Absicherung des Militärischen Aufklärung zuständigen Hauptabteilung I des Ministeriums für Staatssicherheit wurde er unter der Registriernummer XV/5211/75 erfasst. Auch wurde er mit seinem ersten Kurier und Instrukteur Rolf S. (Deckname Peter) bekannt gemacht. Im Juli 1969 wurde er nach Nürnberg in das Verteidigungskreiskommando 632 als stellvertretender Leiter der Verteilervermittlung versetzt, über die der gesamte Fernschreibverkehr der Bundeswehr in Süddeutschland lief. Zu Werners Aufgaben gehörte der tägliche Wechsel des Kryptoschlüssels für das Ver- und Entschlüsselungsgerät Elcrotel E 1. Vom alten Schlüssel fertigte er vor der Vernichtung eine Fotokopie, die er an die Militärische Aufklärung der NVA sandte. Er konnte diesem auch kurzzeitig den Schlüsselteil eines defekten Elcrotel-Geräts mit einem Gewicht von etwa 50 kg kurzfristig zur Verfügung stellen. Dies wurde vom sowjetischen Militärgeheimdienst GRU untersucht. Unklar ist, ob diese den Verschlüsselungs-Algorithmus nachvollziehen, das Gerät funktionsfähig nachbauen oder Bundeswehr-Fernschreiben daraufhin entschlüsseln konnten. Die Lieferung wurde mit außerordentlich wertvoll bewertet. Insgesamt fanden 48 Treffs im Großraum zur Materialübergabe statt, solange er in Nürnberg eingesetzt war, und zudem fünf Führungstreffs in Ost-Berlin. Mit Ablauf des 30. Juni 1974 endete seine zwölfjährige Verpflichtungszeit bei der Bundeswehr.

### Auswärtiges Amt
1974 begann Werner eine Tätigkeit beim Auswärtigen Amt als Angestellter im Fernschreibdienst. Ab 1974 konservierte ihn die Militärische Aufklärung der NVA. Bis 1977 fanden nur zwei Kuriertreffs mit Peter im Großraum Bonn und ein Führungstreff mit Glaser in Sopron in Ungarn statt. Dort gab er zwei Fachleuten der GRU Auskunft über technische Details des Elcrotel-Gerätes. Im Sommer 1977 wurde er reaktiviert. Er hatte Urlaubsvertretungen in Fernschreibstellen an der Deutschen Botschaft Paris vom 1. August bis 10. September 1977, an der Deutschen Botschaft in London vom 28. Juli bis 4. Oktober 1979 und an der Deutschen Botschaft Wien vom 24. April bis 18. Mai 1980. Ab 1978 wurde zusätzlich zu Peter der promovierte Burkhard G. (Deckname Hans-Jürgen) als weiterer Kurier und Instrukteur eingesetzt. 1978 und 1979 fanden je acht Materialübergabetreffs in Paris, London, Wien und im Großraum Bonn statt.

### Deutsche Botschaft Wien
Die Militärische Aufklärung der NVA verlangte, dass sich Werner nach Wien versetzen ließ, was am 8. September 1980 erfolgte. Dort lieferte er fast alle Wochen- und Abschlussberichte der Verhandlungsdelegation bei der Konferenz über Sicherheit und Zusammenarbeit in Europa und den Gesprächen zu den Mutual and Balanced Force Reductions. Diese wurden von der Militärischen Aufklärung der NVA zuletzt als wertvoll und sehr wertvoll bewertet, nachdem die Berichte aufgrund der festgefahrenen Verhandlungen weniger Wert hatten. Der Ostblock konnte sich so auf die deutsche Verhandlungsposition einstellen. Die Dokumente fotografierte er ab, transportierte sie in einer Brieftasche mit Geheimfach und übergab sie im Großraum Wien.

### Zurück im Auswärtigen Amt
vom 25. Juni 1984 bis 31. August 1987 war Werner wieder im Auswärtigen Amt in Bonn eingesetzt, wo er etwa alle zwei Monate abfotografiertes Material übergab. Er nahm Ende August/Anfang September 1985 an einer Nahostreise des Bundesministers des Auswärtigen, Hans-Dietrich Genscher, teil, war vom 14. Oktober bis 25. November 1985 an die Deutsche Botschaft Budapest, vom 21. April bis 25. Juli 1986 an die Deutsche Botschaft Ankara und vom 30. Oktober 1986 bis 29. Januar 1987 an die Deutsche Botschaft Wien abgeordnet.

### Ständige Vertretung Deutschlands bei der NATO
Im August 1987 wurde Werner, erneut auf Veranlassung der Militärischen Aufklärung der NVA, an die Ständige Vertretung der Bundesrepublik Deutschland bei der NATO versetzt. Dort war einer von drei Mitarbeitern der Fernmeldestelle und im Schichtdienst eingesetzt. Er war zum Umgang mit Verschlusssachen mit dem Geheimhaltungsgrad Cosmic Top Secret Atomal der NATO ermächtigt und nahm überzählige Durchschläge von Fernschreiben an sich oder fertige davon und von Lochstreifen Kopien und transportierte diese in einem Aktenkoffer mit Geheimfach. Bei zweiwöchentlichen Treffs, die in Löwen, Brüssel und Aachen stattfanden, wurden je 30 bis 400 Blatt übergeben. Dafür wurden vier als Inoffizielle Mitarbeiter eingesetzte Ehepaare als Kuriere eingesetzt. Diese fotografierten die Blätter ab und vernichteten sie unmittelbar mit einem transportablen Aktenvernichter. Die Filme wurden in die DDR gebracht. Mehrmals erhielt das Material nun die Bewertung außerordentlich wertvoll. Einzelne Dokumente wurden Erich Honecker persönlich vorgelegt.
Werner traf sich auch dreimal zu Führungstreffs mit seinem Führungsoffizier Glaser, der in den 1980er Jahren Oberst in der Abteilung 8, Unterabteilung 1 der 2. Verwaltung diente, außerhalb der DDR: 1985 in Schweden unter Begleitung des Leiters der Abteilung 8, Karl Heinz Schröder, im Juni 1986 in Istanbul unter Begleitung des Kuriers Burkhard G. und im August 1989 in Antalya zusammen mit Kurier Rolf S.

### Strafverfahren
Am 3. April 1990 wurde Werner vorläufig festgenommen. Er wurde am 9. Oktober 1991 vom Oberlandesgericht Düsseldorf wegen Landesverrats in Tateinheit mit Bestechlichkeit und Verletzung des Dienstgeheimnisses zu neun Jahren Freiheitsstrafe verurteilt sowie 100.000 Deutsche Mark an Verfall (deutsches Recht). Die Gerichts- und Anwaltskosten betrugen 50.000 Deutsche Mark. Er kam nach der Verbüßung von fünfeinhalb Jahren Freiheitsstrafe frei.
Werner ist Mitglied der DDR-Unrecht verharmlosenden Gesellschaft zur Rechtlichen und Humanitären Unterstützung, einer Lobbyorganisation ehemaliger Angehöriger Bewaffneter Organe der DDR. Er lebt in Berlin.

## Verratsumfang
Insgesamt hat Werner Verratsmaterial bei 180 Übergabetreffs übergeben und 180.000 Deutsche Mark Agentenlohn erhalten. Das Gericht stellte fest, dass durch Werners Verrat der Warschauer Pakt eine Lücke in der Luftverteidigung der NATO im Raum Hessen erkennen, seine Luftangriffe auf diesen konzentrieren, den Luftverteidigungsgürtel durchbrechen und Ziele im gesamten Hinterland hätte angreifen können. Dies bedeutete angesichts der hohen Zerstörungskraft der gegnerischen Luftstreitkräfte eine für die NATO, insbesondere aber für die Bundesrepublik Deutschland, erhebliche Beeinträchtigung ihrer Verteidigungsfähigkeit und damit die Gefahr eines schweren Nachteils für ihre äußere Sicherheit. Auch erhielt der Ostblock Kenntnis über einen verlängerten Zeitraum, bis Verstärkungskräfte aus den Vereinigten Staaten auf dem Seeweg eintreffen würden. So konnten sie einschätzen, wie schnell sie zur Atlantikküste vorstoßen müssten, um diesen abzuschneiden. Zudem gelangte durch Werner dem Ostblock Informationen über die Seeeskorten zur Kenntnis, wodurch Angriffe auf die atlantischen Seewege und damit weitere Nachschubverzögerungen begünstigt worden wären.

## Auszeichnungen
Werner wurde 1978 mit dem Vaterländischen Verdienstorden in Silber, später bei einem Führungstreff in Ost-Berlin 1984 mit der Stufe Gold und zuletzt mit dem Kampforden „Für Verdienste um Volk und Vaterland“ in Gold ausgezeichnet. Auch sein Führungsoffizier Glaser war aufgrund der Qualität und des Umfangs des beschafften Materials von Werner mehrfach ausgezeichnet worden.